# 中土駅
中土駅（なかつちえき）は、長野県北安曇郡小谷村大字中小谷字池原下にある、西日本旅客鉄道（JR西日本）大糸線の駅である。2015年（平成27年）3月14日の谷浜駅のえちごトキめき鉄道移管以降、JR西日本の自社管轄駅で最も東に位置する。

## 歴史
1957年（昭和32年）の大糸線全通までは当駅が大糸南線の終着駅であった。

### 年表
- 1935年（昭和10年）11月29日：国有鉄道大糸南線が信濃森上駅から当駅まで開通し、開業[2]。一般駅[4]。
- 1957年（昭和32年）8月15日：当駅から大糸北線小滝駅までの区間が開業し、松本駅 - 糸魚川駅間が全線開通、大糸線と改称[2]。同時に途中駅となる。
- 1978年（昭和53年）9月22日：貨物営業を廃止[4]。
- 1983年（昭和58年）3月25日：荷物扱いを廃止し[5]、駅員無配置駅となる[6]。その後、簡易委託駅となる[7]。
- 1987年（昭和62年）4月1日：国鉄分割民営化に伴い、JR西日本の駅となる[8]。
- 1995年（平成7年）7月11日：7･11水害により姫川が増水し氾濫で駅舎に浸水。
- 2014年（平成26年）
  - 11月22日：長野県神城断層地震により信濃大町駅 - 糸魚川駅間が不通となる[9]。
  - 11月26日：南小谷駅 - 平岩駅間復旧により営業再開[10]。

### 駅名の由来
駅周辺の集落名である「中谷」と「土谷」の頭文字を合わせた地区名に由来する。中土村も参照。

## 駅構造
単式ホーム1面1線を有する地上駅（停留所）。北陸広域鉄道部管理の無人駅である。2005年（平成17年）頃までは列車交換設備を有していた。1935年から1957年まで22年間、当駅が大糸南線の終端駅だったこともあって蒸気機関車の転車台が南小谷方に設けられており、全線開通後も転車台は残されていた。
駅舎は、待合室の隣に以前出札口と事務室として使用されていた部屋がある。またホームの向かいに乗務員・保線要員が利用していた鉄道建物がある。

## 利用状況
「長野県統計書」によると、1日平均の乗車人員は以下の通りである。
- 2007年度 - 8人[1]
- 2009年度 - 4人[1]
- 2010年度 - 2人[12]
- 2013年度 - 3人[13]
- 2014年度 - 2人[14]
- 2015年度 - 3人[15]
- 2016年度 - 2人[16]
- 2017年度 - 1人[17]
- 2018年度 - 1人[18]
- 2019年度 - 1人
- 2020年度 - 0人

## 駅周辺
- 姫川
- 下里瀬温泉[1]
- 姫川第二発電所、姫川第三ダム
- 小谷村営バス「中土駅前」停留所

## その他
- 北陸おでかけパスフリーエリアは当駅までである。

## 隣の駅
西日本旅客鉄道（JR西日本）
■大糸線
南小谷駅 - 中土駅 - 北小谷駅